# Francisco Alfonso Larqué Saavedra
Francisco Alfonso Larqué Saavedra (Texcoco, Estado de México, 1948 - 12 de septiembre de 2021), biólogo, investigador y académico mexicano. Se especializó en fisiología vegetal y realizó investigaciones sobre bioproductividad agrícola.

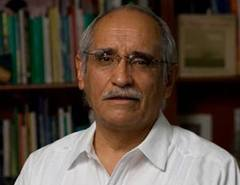
Larqué Saavedra

## Estudios y docencia
Realizó la licenciatura en la Facultad de Ciencias de la Universidad Nacional Autónoma de México (UNAM) en donde obtuvo el título de biólogo en 1969. Posteriormente una maestría en Ciencias en el Colegio de Postgraduados, en Chapingo en 1971, y un doctorado en la Universidad de Londres, en Inglaterra en 1975.
Desde 1972 comenzó su actividad como docente, impartió cursos en diversas instituciones y centros educativos. Ha realizado estancias de investigación en las universidades de Stanford, Essex, Texas, Cambridge y Lancaster. 

## Investigador y académico
Destacan sus aportaciones para la producción continua de maíz y de hongos comestibles, así como el control hormonal del agua y considerado pionero a nivel mundial del estudio de la aspirina en plantas. Sus aportaciones del uso de salicilatos para incrementar la productividad en el sector agrícola son reconocidas internacionalmente y aplicadas por empresas trasnacionales.
Obtuvo con tres patentes tecnológicas, dos títulos de registro de marca, cuatro desarrollos tecnológicos en el campo de bioproductividad.
Fue director e investigador del Centro de Investigación Científica de Yucatán en donde ha realizado estudios sobre el henequén. Es miembro de la Academia Mexicana de Ciencias. Es investigador nivel III del Sistema Nacional de Investigadores y miembro del Consejo Consultivo de Ciencias de la Presidencia de la República.
Fue nombrado Director del Centro de Botánica, Director Académico y Secretario General en el Colegio de Postgraduados de la SAGARPA.
En 1970 y hasta 1998 se integra al Colegio de Postgraduados como profesor investigador donde impulsa el postgrado en Fisiología Vegetal. 
Director fundador (2009-2014) del Parque Científico Tecnológico de Yucatán.
Fue un fuerte impulsor de la “Iniciativa de incorporar el sector forestal a la cruzada contra el hambre”, con el árbol Brosimum alicastrum permitiendo reducir significativamente la importación de granos, la cual rebaza actualmente 4 mil toneladas diarias. 

## Obra publicada
Es considerado uno de los pioneros de la Fisiología Vegetal en México. Publicó la Historia de la Fisiología Vegetal en México (Ciencia 1987) y cuenta con estudios referentes a control hormonal en plantas, del agua en plantas y bioproductividad. 
Escribió poco más de un centenar de artículos científicos y de divulgación, 23 capítulos para libros colectivos y ha editado y compilado 19 libros. Entre algunos de sus títulos se encuentran:
- “Brassinosteroid Effects on the Precocity and Yield of Cladodes of Cactus Pear” en Sicentia Horticulturae en 2003.
- “Possitive Effect of Saliclylates on the Flowering of African Violet” en Sicentia Horticulturae en 2005.
- “A Fast, Simple and Reliable High-yielding Method for DNA Extraction from Differente Plant Species” en Molecular Biotechnology en 2005.
- “A Rapid and Simple Method for DNA Extraction from Yeast and Fungi Isolated from Agave fourcroydes” en Molecular Biotechnology en 2006.
- “Responses of Transformed Catharanthus Roseus Roots to Femtomolor Concentrations of Salicylic Acid” en Plant Phsyiology and Biochemestry en 2007.

## Premios y distinciones
- Premio Nacional de Investigación en Alimentos en 1987.
- Presea Estado de México por sus labores de investigación en el tema alimenticio. en 1989.
- Premio Nacional en Ciencia y Tecnología de Alimentos otorgado por el Consejo Nacional de Ciencia y Tecnología (Conacyt) en 1992.
- Premio Nacional al Mérito en Ciencia y Tecnología de Alimentos otorgado por el Conacyt y la empresa Coca-Cola en 1998.
- Premio Nacional de Ciencias y Artes en el área de Tecnología y Diseño otorgado por la Secretaría de Educación Pública en 2000.[4]
- Premio Centeotl de las Fundaciones Produce del país en el 2007
- Premio TWAS en el área de las Agrociencias otorgado por la Third World Academy of Sciences en 2010.
- Así como el reconocimiento municipal de su natal Texcoco y de la sociedad de egresados de la UNAM en Yucatán, entre otros.